# Hévilliers
Hévilliers é uma comuna francesa na região administrativa de Grande Leste, no departamento de Meuse. Estende-se por uma área de 10,6 km². Em 2010 a comuna tinha 149 habitantes (densidade: 14,1 hab./km²).